# ジ、エクストリーム、スキヤキ
『ジ、エクストリーム、スキヤキ』は、2013年に公開された日本の映画。監督・脚本に加え原作も前田司郎自身が制作している。

## あらすじ
フリーターの大川のもとに学生時代の友人の洞口が15年ぶりに現れる。洞口は15年現れなかった理由を言わずに大川、大川の同棲相手の楓と自分の元恋人の京子を連れて、なぜかすき焼き鍋を持って微妙な雰囲気の中、海への旅を始める。

## キャスト
洞口
演 - 井浦新
大川
演 - 窪塚洋介
楓
演 - 倉科カナ
京子
演 - 市川実日子

## スタッフ
- 脚本・監督 - 前田司郎
- 製作 - 重村博文、森山敦、木幡久美、井上潔
- プロデューサー - 宮崎大、山下義久
- アソシエイトプロデューサー - 田口智博
- 主題歌 - ムーンライダーズ「Cool Dynamo,Right on」
- 撮影 - 平野晋吾
- 美術 - 平井淳郎
- 照明 - 小川大介
- 編集 - 佐藤崇
- スタイリスト - 伊賀大介
- ヘアメイク - 勇見勝彦
- 助監督 - 松尾大輔
- 制作担当 - 岸根明
- 企画・製作 - アグン・インク
- 配給 - スールキートス
- 制作協力 - キングレコード
- 宣伝 - ブラウニー
- 製作 - 「ジ、エクストリーム、スキヤキ」製作委員会